# Сатук-хан
Сатук-хан (перс. ستوق خان; ум. 1434) — первый хан-чагатаид в империи Тимуридов, назначенный в качестве номинального хана Улугбеком. Он продвинулся вперед и победил неподготовленные войска Увайс-хана в 1428 или 1429 году. Увайс-хан погиб, пытаясь пересечь ручей, но попал в ловушку в зыбучих песках и в конце концов был поражен стрелой в замешательстве от своего собственного солдата. Таким образом, Сатук-хан стал новым могульским ханом с 1429 по 1434 год.
Однако моголы находились в величайшем беспорядке и, кроме того, отказывались подчиняться Сатук-хану, который воспринимался как марионеточный правитель Тимуридов; так что Сатук-хан больше не мог оставаться в Могулистане, а удалился в Кашгар. Моголы были разделены на две части под властью одного из сыновей Увайс-хана, Юнус-хана и Эсена Буги II. Сатук-хан, со своей стороны, не был признан в большей части страны, но сохранил контроль над Кашгаром. Здесь его одолел Дуглат Амир Каракуль Ахмад Мирза, который был внуком Амира Худайдада. Вскоре после этого Улугбек отправил войско в Кашгар. Они схватили Каракула Ахмад Мирзу и увезли в Самарканд, где разрезали пополам. Кашгар оставался под властью Тимуридов ещё несколько лет, так как Улугбек назначил в городе нескольких губернаторов.